# Грос-Дратов
Грос-Дратов (нем. Groß Dratow) — община в Германии, в земле Мекленбург — Передняя Померания. 
Входит в состав района Мюриц. Подчиняется управлению Зеенландшафт Варен.  Население составляет 355 человек (на 31 декабря 2010 года). Занимает площадь 25,77 км².